# グーフィーのかぜひき
『グーフィーのかぜひき』（原題：Cold War）は、ウォルト・ディズニー・プロダクション（現：ウォルト・ディズニー・カンパニー）が製作した1951年4月27日公開のアニメーション短編映画作品。グーフィーの短編映画シリーズの31作目である。

## あらすじ
風邪をこじらせてしまったグーフィーは、上司に休むよう言われて帰宅するものの妻は外出中であった。

## スタッフ
- 製作：ウォルト・ディズニー
- 監督：ジャック・キニー
- 作画：ヒュー・フレイザー、エド・アーダル、ウォルフギャング・レザーマン、
ジョン・シブレー
- 効果：ジャック・ボーイド
- 脚本：ディック・キニー、ミルト・シェーファー
- 美術：アル・ツィンネン
- 背景：アート・ライリー
- 音楽：ジョセフ・S・デュビン

## キャスト
| キャラクター | 原語版             | 旧吹き替え版 | 新吹き替え版 |
| ------------ | ------------------ | ------------ | ------------ |
| グーフィー   | ボブ・ジャックマン | 小山武宏     | 島香裕       |
| 上司         | ビル・アンダーソン |              |              |
| 妻           | ヘレン・パリッシュ |              |              |
| ナレーター   | ジャック・ルーク   | 江原正士     | 大平透       |

## 日本での公開

### 収録
- 「ゆかいな仲間たちグーフィーのサッカー大好き」